# Катагенез (біологія)
Катагенез — напрям еволюції, що супроводжується спрощенням організації.
Катагенез має прояв у вигляді катаморфозу, або загальної дегенерації. За І. І. Шмальгаузеном катаморфоз передусім пов'язаний із втратою ароморфозів, що були набуті предками.
Наглядним прикладом катагенезу є ендопаразити, у яких основні функції забезпечення їжею та захисту від ворогів на себе покладає господар, залишаючи тим самим можливість паразитам виконувати репродуктивну функцію.
Перехід до сидячого способу життя і пасивного харчування (наприклад, в асцидій) також може призводити до катагенезу.
Іноді поняття катагенез та катаморфоз ототожнюють.